# مورد عجیب آنجلیکا
مورد عجیب آنجلیکا (پرتغالی: O Estranho Caso de Angélica) نام فیلم پرتغالی به کارگردانی مانوئل دی الیویرا است که در سال ۲۰۱۰ به نمایش درآمد. این فیلم در بخش نوعی نگاه جشنواره فیلم کن ۲۰۱۰ نیز به نمایش گذاشته شد. مجله فرانسوی کایه دو سینما این فیلم را به عنوان دومین فیلم برتر سال ۲۰۱۱ معرفی کرد.

## چکیده داستان
آیزاک، عکاس جوان یهودی، پناهنده در شهری در نزدیکی پورتو، درخواست عجیبی از یک خانواده ثروتمند از سرشناسان کاتولیک که یکی از دخترانش به نام آنجلیکا به تازگی جان خود را از دست داده، دریافت می کند. از او خواسته می شود که از متوفی در بستر مرگش عکس بگیرد. 
لحظه ای که ایزاک قاب بندیش را تنظیم می کند، چهره زن جوان را می بیند که به جنبش درآمده، جان می گیرد. او دیوانه وار و بی درنگ عاشق دختر می شود. در اتاق شبانه روزی که او در آن اقامت دارد، این پدیده باز هم تکرار می شود: بر روی عکس های ظاهر شده، آنجلیکا در برابر چشمان او زنده ظاهر می شود. حالا دیگر دختر روياهاش را هم تسخير می کند. پس از آن، آیزاک مسحور شده، در اندوه عمیقی فرو می رود، و خود را از دنیای خارج منزوی می کند تا بدانجا که آرزوی مرگ می کند.

## بازیگران
- پیلار لوپس د آیالا
- لئونور سیلویرا
- ایزابل روت
- لوئیس میگوئل سینترا